# Riho
Riho (jap. 里歩 Riho; ur. 4 czerwca 1997 w Shinagawa, Tokio) – japońska wrestlerka i idolka. Była trenowana przez Emi Sakurę. Debiutowała w Ice Ribbon w maju 2006 roku w wieku 9 lat. Należała do organizacji wrestlerskiej Ice Ribbon przez 16 lat. Była pierwszą mistrzynią Triple Crown tej organizacji. Niektóre z posiadanych przez nią w przeszłości tytułów to: ICE×60 Championship, International Ribbon Tag Team Championship, Triangle Ribbon Championship i IWA Triple Crown Championship. Zdobyła też mistrzostwa DDT Jiyugaoka Six-Person Tag Team Championship, DDT Nihonkai Six-Man Tag Team oraz UWA World Trios Championship i wraz ze swoją drużyną (The Great Kojika i Mr. #6) zunifikowała te trzy tytuły w lipcu 2010 roku. Odeszła z Ice Ribbon we wrześniu 2012 roku i dołączyła do Gatoh Move Pro Wrestling, nowej organizacji założonej przez Emi Sakurę, która odeszła z Ice Ribbon w styczniu 2012 roku.

## Kariera wrestlerska
Jej główną rywalką od samego początku kariery pozostaje jej trenerka Emi Sakura. Stoczyły razem ponad 200 różnych walk w Ice Ribbon, Gatoh Move Pro Wrestling, a także na różnych wydarzeniach, w czasie których występowały w charakterze gości. Większość tych walk wygrała Riho.

### Ice Ribbon (2006–2012)
W 2006 roku, kiedy Riho miała 9 lat i chodziła jeszcze do szkoły podstawowej, ona i jej trzyletnia siostra Seina zaczęły trenować wrestling pod nadzorem Emi Sakury w dojo Ice Ribbon. Riho debiutowała w walce pokazowej z Nanae Takahashi 29 maja 2006 w Shinagawie w Tokio. 25 lipca debiutowała na gali Ice Ribbon, gdzie w trzeciej walce pokonała Makoto. W ciągu swojego pierwszego roku kariery wrestlerskiej stoczyła wiele walk z Emi Sakurą, Hikari Minami i Seiną. W marcu 2008 Riho i jej siostra Seina zmierzyły się ze sobą w serii czterech walk. Riho wygrała trzy z nich, a Seina jedną.
24 października 2008 Riho wygrała swoje pierwsze mistrzostwo, kiedy razem z Yuki Sato pokonała Chounko i Masako Takanashi w walce o International Ribbon Tag Team Championship. 23 grudnia wzięła udział w zawodach o ICE×60 Championship, ale odpadła w półfinale przegrywając ze swoją siostrą Seiną, która ostatecznie wygrała mistrzostwo. Po skutecznej obronie International Ribbon Tag Team Championship przeciwko Emi Sakurze i Ribbon Takanashi, ona i Sato zwakowali tytuł z powodu złamania prawej nogi Riho 31 marca 2009.
Przez większość 2009 roku Riho była rywalizowała z Chii Tomiya. 28 listopada 2009 pokonała Nanae Takahashi i Tsukasę Fujimoto zdobywając jako pierwsza w historii mistrzostwo Triangle Ribbon Championship. Jeden raz udało jej się obronić tytuł, ale już 22 marca 2010 straciła go na rzecz Miyako Matsumoto. 12 dni później pokonała Matsumoto i odebrała jej ICE×60 Championship, najważniejszy tytuł organizacji. Tym samym została pierwszą mistrzynią Triple Crown w Ice Ribbon. Po zwycięstwie nominowała swoją trenerkę Emi Sakurę na pierwszą pretendentkę do pasa mistrzowskiego. 3 maja na gali Golden Ribbon Riho została najmłodszą osobą, która wystąpiła w głównym wydarzeniu na arenie Korakuen Hall. Straciła wtedy mistrzostwo ICE×60 Championship na rzecz Sakury w swojej pierwszej obronie tytułu i zakończyła swoje panowanie po 30 dniach.

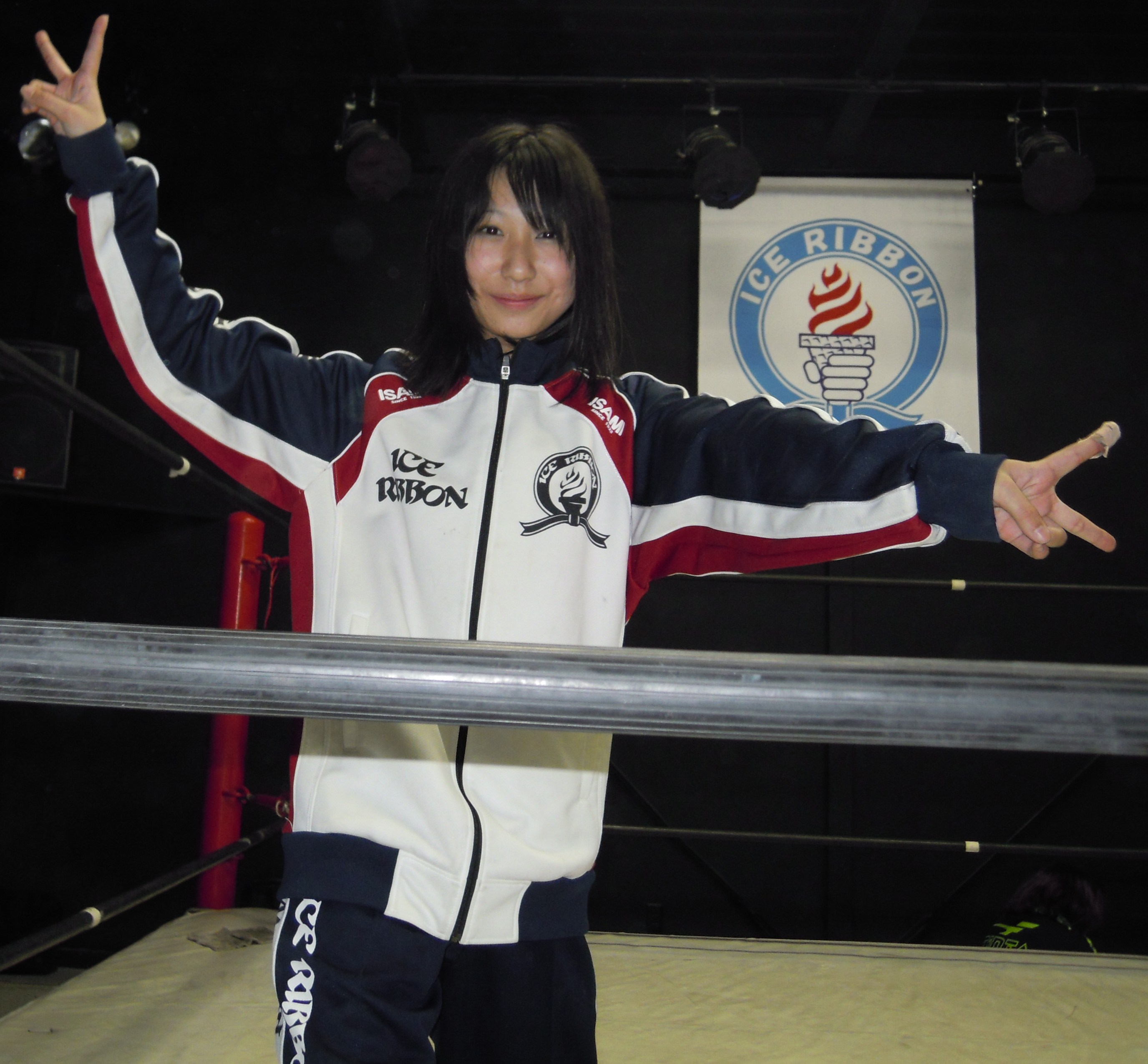
Riho 27 lutego 2010 w ringu Ice Ribbon

W ciągu kolejnych miesięcy Riho występowała także w organizacji DDT Pro-Wrestling (DDT). 13 czerwca 2010 wraz z Kennym Omegą i Mr. #6 pokonała Mr. Strawberry, Muscle Sakai i O.K. Revolution w walce o mistrzostwo Nihonkai Six-Man Tag Team Championship. 20 lipca 2010 Omega opuścił drużynę, a niedługo potem tytuł został zwakowany. Miejsce Omegi zajął The Great Kojika, a drużyna w nowym składzie ogłosiła nowe mistrzostwa 24 lipca 2010. Następnego dnia Riho, The Great Kojika i Mr. #6 pokonali drużynę Hikaru Sato, Keisuke Ishii i Yoshihiko oraz drużynę Antoniego Hondy, Kudo i Yasu Urano w walce typu Three-way match (walka trzech trzyosobowych drużyn). Odzyskali wtedy Nihonkai Six-Man Tag Team Championship i zdobyli po raz pierwszy mistrzostwa Jiyugaoka Six-Person Tag Team Championship i UWA World Trios Championship. Postanowili zunifikować wszystkie trzy tytuły tworząc w ten sposób Trios Triple Crown Championship. 23 września 2010 udało im się obronić tytuł w Ice Ribbon, w walce przeciwko Jaki Numazawie, Jun Kasai i Miyako Matsumoto. 3 listopada 2010 w DDT przegrali z zespołem Hikaru Sato, Michaela Nakazawy oraz Tomomitsu Matsunaga i stracili mistrzostwo. Pod koniec roku 2010 i na początku 2011 Riho występowała też w Union Pro Wrestling jako zamaskowana postać o imieniu Czarna Wiśnia (jap. ブラックチェリー Burakkucherī), wróg postaci o imieniu Wiśnia (jap. チェリー Cherī). Z czasem w ich historii pojawiły się jeszcze dwie postacie - Czarna Wiśnia #2 i Czarna Wiśnia #3 – grane kolejno przez wrestlerki Ice Ribbon Hikari Minami i Emi Sakurę.
W styczniu 2011 Riho utworzyła stajnię Heisei Young Traditional Revolution (jap. ヘイセイ・ヤング・トラディッショナル・レボリューション Heisei yangu toradisshonaru reboryūshon) razem z najmłodszymi zawodniczkami Ice Ribbon: Chii Tomiyą i Hikari Minami. Przywódczynią stajni była Makoto. 6 lutego 2011 tag team Riho i Makoto dostał się do finału turnieju Ike! Ike! Ima, Ike! Ribbon Tag Tournament, w którym nagrodą było mistrzostwo International Ribbon Tag Team Championship. Odpadły z zawodów przegrywając z zespołem Muscle Venus (Hikaru Shida i Tsukasa Fujimoto). 31 marca Riho debiutowała w organizacji Smash na gali Smash.15, gdzie w drużynie z Hikari Minami i Tsukushi pokonała Emi Sakurę, Makoto i Mochi Miyagi, w walce dwóch trzyosobowych drużyn, i wykonała decydujący pinfall przypinając Miyagi. W kolejnych miesiącach Riho i Minami zaczęły produkować własną serię gal, o nazwie Teens. Projekt miał na celu wypromowanie najmłodszych wrestlerek Ice Ribbon. W sierpniu Riho i Makoto zerwały sojusz, ponieważ Makoto ogłosiła, że przechodzi z Ice Ribbon do Smash. 11 sierpnia Riho przerwała konferencję prasową Smash, w czasie której odbywał się oficjalny transfer i zaatakowała promotora organizacji, Tajiri, a potem wyzwała go na pojedynek. Walka odbyła się 21 sierpnia 2011 w Ice Ribbon - Tajiri wygrał z łatwością. 25 grudnia na gali RibbonMania 2011 Seina wróciła do Ice Ribbon po dwuletniej przerwie, aby stoczyć swoją ostatni pojedynek z siostrą. Riho wygrała w 8 minut, a potem tego samego dnia była sędzią w walce, w której Seina została pokonana przez swoją wieloletnią przyjaciółkę Hikari Minami.
Na początku 2012 roku Riho regularnie toczyła walki w tag teamie z Hikari Minami, a 3 marca obie wrestlerki wyprodukowały galę Teens4. 15 kwietnia na Teens5 Riho wygrała turniej i zyskała prawo do zorganizowania swojej walki na Teens6. 24 maja debiutowała we Wrestling New Classic, organizacji, która zastąpiła Smash. Riho zastępowała kontuzjowaną Mio Shirai w walce tag teamów, gdzie ona i Makoto pokonały Kanę i Syuri. 16 czerwca na Teens6 Riho została pokonana przez reprezentantkę World Wonder Ring Stardom, Nanae Takahashi, w walce, którą sama zorganizowała zgodnie z prawem zdobytym na Teen5. 1 września Riho ogłosiła, że odchodzi z Ice Ribbon po występie na Korakuen Hall 23 września 2012, gdyż chciałaby dołączyć do Emi Sakury, która odeszła z organizacji na początku tego roku. 17 września Riho po raz ostatni walczyła w dojo Ice Ribbon w Saitamie. W drużynie z wybraną przez siebie partnerką, Tsukasą Fujimoto, pokonała w walce tag teamów Hiroyo Matsumoto i Hamuko Hoshi, wykonując decydujący pinfall na Hoshi. 23 września 2012 na Ribbon no Kishitachi 2012 została pokonana przez Aoi Kizuki w swojej ostatniej, pożegnalnej walce w Ice Ribbon.

### Gatoh Move Pro Wrestling (od 2012)
23 września 2012 Riho oficjalnie dołączyła do nowej organizacji Emi Sakury, Gatoh Move Pro Wrestling, w Bangkoku w Tajlandii i debiutowała w ringu 7 października w Shinjuku w Tokio w walce z Emi Sakurą, która zakończyła się remisem po 10 minutach. Riho zmieniła swój pseudonim ringowy z pisanego w hiragana Ri Ho (jap. りほ) na pisane w kanji Riho (jap. 里歩). 4 listopada 2012 przegrała z Emi Sakurą w walce jeden na jeden. W styczniu 2013 chwilowo przerwała swoją karierę wrestlerską, aby skupić się na egzaminach wstępnych w liceum. 4 maja w czasie turnieju Go Go! Green Curry Koppun Cup mixed tag team tournament będąc w tag teamie z Antonio Hondą pokonała Choun Shiryu i Hiroyo Matsumoto w półfinale, a także Emi Sakurę i Hikaru Sato w finale. Od 22 do 23 grudnia Riho i Emi Sakura współtworzyły nad galą Wrestle-1 i walczyły ze sobą w walkach jeden na jeden, gdzie Riho wygrała pierwszą, a Sakura drugą walkę. 9 sierpnia 2014 pokonała Sakurę w finale turnieju Gatonun Climax one-day tournament. 2 listopada Riho znowu pokonała Sakurę tym razem w walce o pas IWA Triple Crown Championship i ogłosiła, że rozpoczyna karierę idolki. 27 grudnia skutecznie obroniła tytuł w walce rewanżowej z Emi Sakurą. Ponownie udało jej się obronić tytuł 26 marca 2015, pokonując Makoto z organizacji Reina Joshi Puroresu. 13 sierpnia 2015 Riho po raz pierwszy wystąpiła w programie Gatoh na Korakuen Hall, gdzie skutecznie obroniła IWA Triple Crown Championship w walce przeciwko "Kotori". Piąty raz Riho broniła tytułu 21 września 2015 w walce przeciwko mężczyźnie, DJ-owi Nira iprzegrała. 22 lipca 2016 Gatoh Move uczciło 10 rocznicę debiutu wrestlerskiego Riho wydarzeniem, w którym pokonała Kaori Yoneyamę i odzyskała pas IWA Triple Crown Championship. Posiadała pas prawie cztery miesiące, a potem straciła go na rzecz Makoto 19 listopada 2016. 24 grudnia Riho i "Kotori" pokonały Aoi Kizuki i Sayakę Obihiro zdobywając pasy Asia Dream Tag Team Championship. Straciły mistrzostwo po swojej drugiej, nieudanej obronie tytułów, przeciwko Emi Sakurze i Masahiro Takanashi 28 marca 2017. W maju 2017 Riho brała udział w galach Pro-Wrestling: EVE w Wielkiej Brytanii.
22 września 2017 Riho pokonała "Kotori" w finale turnieju o nowo utworzone mistrzostwo Super Asia Championship.

## Styl wrestlerski
- Finishery
  - Kuru Kuru Ribbon (headscissors takedown przechodzący z sunset flip w prawn hold)[2][3]
  - Somato (Cios oboma kolanami z rozbiegu w siedzącego przeciwnika, przechodzący w rana pin)[2][3] – przejęty od Harashimy
- Inne ruchy
  - European Clutch (arm wringer przechodzący w cradle)[15][86]
  - Cios kolanem z wyskoku[2][3]
  - Nikoniko Clutch (Camel clutch z charakterystyczną gestykulacją)[62][87]
  - Sakura Ebigatame (Single leg Boston crab)[88][89]
  - Tiger feint kick w głowę przeciwnika zawieszonego na drugiej linie[90][91]
- Motywy muzyczne
  - Odoru Pompokolin w wykonaniu B.B.Queens[92][93]
  - Small Monster w wykonaniu Gatoh Ongaku[1][94]

## Mistrzostwa i osiągnięcia
- DDT Pro-Wrestling
  - DDT Jiyugaoka Six-Person Tag Team Championship (1 raz) – z The Great Kojika i Mr. #6
  - DDT Nihonkai Six-Man Tag Team Championship (2 razy) – z Kennym Omegą i Mr. #6 (1 raz) i z The Great Kojika i Mr. #6 (1 raz)
  - UWA World Trios Championship (1 raz) – z The Great Kojika i Mr. #6
- Fuka Matsuri
  - Fuka Matsuri Rumble (2010)[95]
- Gatoh Move Pro Wrestling
  - Asia Dream Tag Team Championship (1 raz) – z "Kotori"
  - IWA Triple Crown Championship (2 razy)
  - Super Asia Championship (1 raz)
  - Zwycięstwo w turnieju Gatonun Climax (2014)
  - Zwycięstwo w turnieju Go Go! Green Curry Koppun Cup (2013) – z Antonio Hondą
  - Zwycięstwo w turnieju Super Asia First Champion Determination Tournament (2017)
- Ice Ribbon
  - ICE×60 Championship (1 raz)
  - International Ribbon Tag Team Championship (1 raz) – z Yuki Sato
  - Triangle Ribbon Championship (1 raz)
  - Zwycięstwo w Teens5 Tournament (2012)[52]
  - Pierwsza mistrzyni Triple Crown